# Soloe trigutta
Soloe trigutta là một loài bướm đêm thuộc họ Erebidae. Nó được tìm thấy ở Sierra Leone và Zaire.